# پیترو ژاچینو
پیترو ژاچینو (انگلیسی: Pietro Giachino؛ زادهٔ ۲۶ فوریهٔ ۱۹۹۵) ژیمناست هنری اهل نروژ است.